# Gáspárdy Sándor
Gáspárdy Sándor (Orsova, 1909. március 19. – Kapuvár, 1986. március 20.) festő, rajztanár.

## Életpályája
1918-ban családjával Balatonarácson telepedett le. 1928–1933 között a Magyar Képzőművészeti Főiskola hallgatója volt, ahol Réti István oktatta. Később jogi diplomát is szerzett a Pázmány Péter Tudományegyetemen. Egy ideig közigazgatási pályán dolgozott, hosszú ideig rajztanár volt a jászapáti és dombóvári gimnáziumban. Az erdélyi részek visszatérése után, 1941-ben, a marosvásárhelyi tankerületi főigazgatóság titkára volt, majd Budapesten a szakminisztérium művészeti osztályán dolgozott. Másodszor is bevonult katonának 1944-ben, 1945 májusában esett fogságba, ahonnan három és fél év múlva tért haza. A fiatal tanárt tanügyi főtanácsossá nevezték ki, s 1949-ben ő lett Győr-Sopron megye általános tanulmányi felügyelője. 1954–1976 között Sopronban a megye rajz szakfelügyelőjeként működött. Festészettel rendszeresen 1955-től foglalkozott. 1957-ben, Ágoston Ernő halála után, ő került a soproni művészcsoport élére, majd a Területi Szervezet megalakulásától városi titkárként tartotta a kapcsolatot a székesfehérvári központtal. 1964-től a Képzőművészeti Alap tagja volt. 1976-ban nyugdíjba vonult. Utolsó kiállítása 1984-ben a győri városi könyvtárban volt.

### Munkássága
Tájképeket, városképeket és csendéleteket festett. A látottak lényeges jegyeinek kifejezésére törekedett a vonalak, színek ritmusával, foltszerű ábrázolásával. A valóságnak rendszerint egy kisebb részletét ábrázolta, olykor monumentálisra törekvően, színesen, lírai hangvétellel.

## Családja
Szülei: Gáspárdy Aladár (1878–1948) botanikus, újságíró és Spaller Gizella (1888–1959) voltak. 1954-ben kötött házasságot Bedy Máriával (1917-?). Egy fiuk született: Gáspárdy Tibor (1960) festőművész.

## Kiállításai
| - 1968 Sopron, Győr - 1975, 1978, 1984 Győr - 1976 Csorna - 1983 Szentendre, Sopron - 1986 Kapuvár - 1988 Sopron (emlékkiállítás) | - 1966 Székesfehérvár - 1967, 1975 Sopron - 1970 Budapest - 1975 Győr |

## Díjai
- Munka Érdemrend bronz fokozata (1955)
- Székely Bertalan-díj (1960)
- a Megyei Tárlat 2. grafikai díja (1965)
- Lackner Kristóf-érem (1971)
- Győr-Sopron megyei művészeti díj (1972)
- Munka Érdemrend ezüst fokozata (1974)